# Sun Ra
Sun Ra (Herman Sonny Blount, Birmingham, Alabama, 22 de maig de 1914- 30 de maig de 1993) va ser un músic de jazz estatunidenc. Figura destacada de l'avantguarda jazzística (en els seus vessants experimental, de free jazz i fusió), va tocar l'orgue, el piano i el teclat, a més de liderar la Sun Ra Arkestra.
Sun Ra va ser també un prolífic escriptor de poesies, que apareixien en les portades dels discs editats per ell mateix.

## Ressenya biogràfica
De formació autodidacta, va aprendre a escriure música als deu anys. Després d'algunes experiències musicals a la seva ciutat natal, es va traslladar a Chicago, on molt ràpid va suscitar l'interès dels cercles jazzístics de la ciutat. Va ser “fitxat” per la big band de Fletcher Henderson com a arranjador i pianista, i va tocar amb gran quantitat de músics de renom en aquells anys.
La seva carrera solista la va iniciar a la fi dels anys 40 i principis dels 50 amb la formació de petits grups (trios i quartets) amb els quals actuava en els locals d'entreteniment de Calumet City, la ciutat d'entreteniment propera a Chicago on proliferaven els clubs i casinos.
Ràpidament va canviar el seu nom pel de Sony’r Ra i, poc després, pel de Sun Ra, que arribaria a figurar en el seu passaport. I també de seguida, amb un nucli de músics fidels, formaria la llegendària Sun Ra Arkestra, en actiu des dels anys 50 fins a l'actualitat, fins i tot després de la defunció del seu fundador.
L'Arkestra va estar sempre influïda per la filosofia de Sun Ra, amb arrels en la ciència-ficció i els viatges espacials, en l'antic Egipte i en teories filosòfiques cabalístiques, sent en realitat l'única banda de jazz basada més en la filosofia que en la música pròpiament dita. Les seves aparicions en l'escenari constituïen un espectacle únic a causa dels vestuaris extravagants, la mescla de les diferents branques del jazz i la incorporació d'elements audiovisuals, sent pioners en aquest camp.
Sun Ra va ser el primer músic de jazz a utilitzar tot tipus d'instruments electrònics a part del piano clàssic: el piano elèctric apareix en discs de 1956, i va tocar posteriorment instruments com el rocksichord, els primers minimoog, el clavioline, la celesta, els primers sintetitzadors polifònics, etc. Sun Ra va ser també el primer músic de jazz a crear el seu propi segell discogràfic, Saturn Records, a fi de tenir llibertat per publicar la música que volgués.

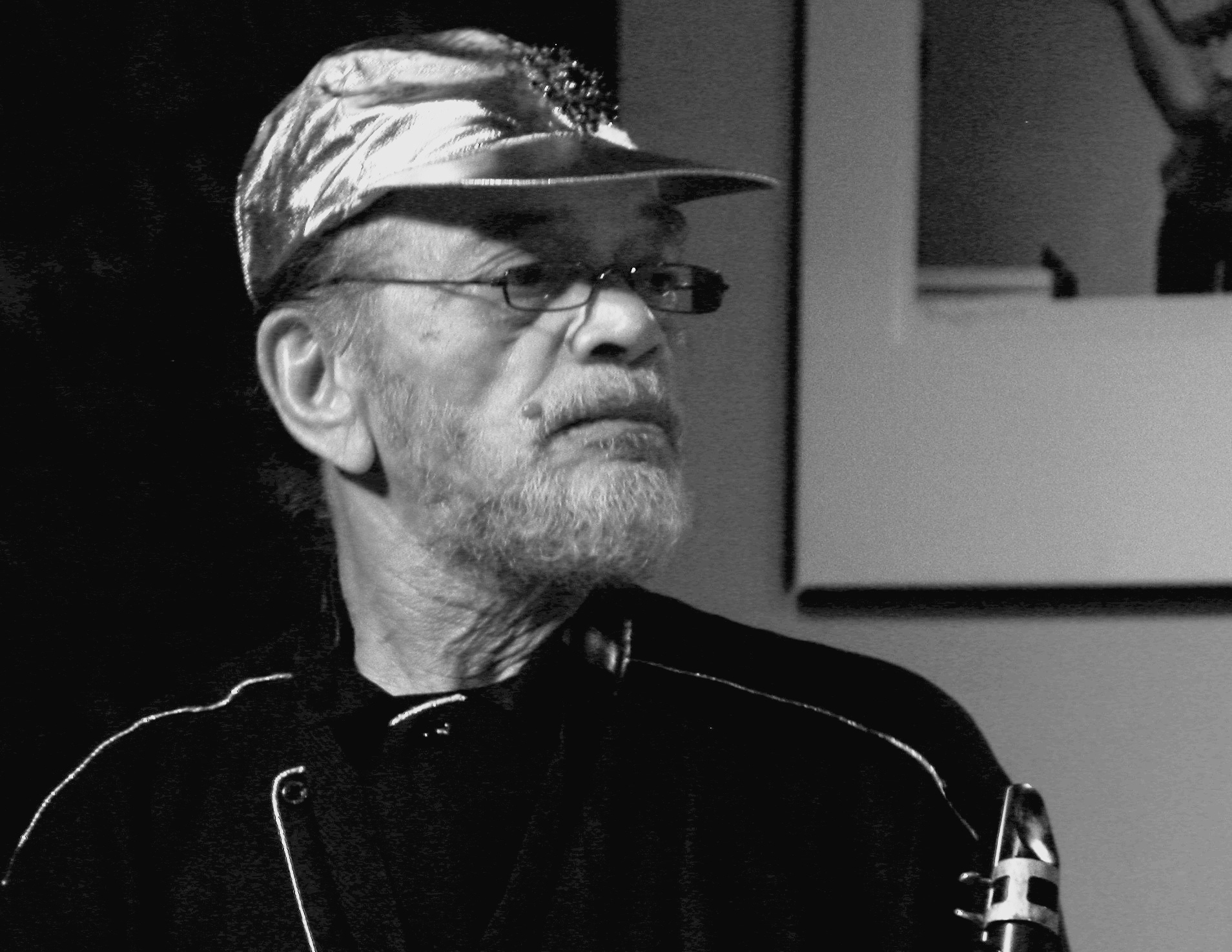
Marshall Allen

La Sun Ra Arkestra es va formar a la fi dels 50 entorn de Sun Ra, amb el saxofonista tenor John Gilmore, el trombonista Julian Priester (n. 1935), el saxo baríton Pat Patrick (1929-1991) i l'alt Marshall Allen (n. 1924), actualment director de la banda. Durant els anys en què l'Arkestra va tenir la seva seu a Chicago, el seu repertori incloïa estàndards i composicions pròpies en un estil proper al hard bop, però ja s'intuïen elements claus del seu estil, arranjaments futuristes i la gran importància concedida a la percussió.
A principis dels 60, la banda es trasllada a Nova York. Fidels als seus principis, viuen de forma comunal, dedicats per complet a assajar i tocar en qualsevol club on se'ls admeti. Sun Ra sempre va tractar d'influir en les vides privades dels seus músics, apartant-los de les dones, les drogues i l'alcohol com si es tractés d'un grup de deixebles al voltant del seu guru. En l'aspecte musical, el trasllat a Nova York va posar a la banda al centre de la revolució del jazz dels primers 60, l'anomenat free jazz, i en aquesta època es van editar –sempre en el seu segell Saturn– els discos més destrossadors des del punt de vista musical: improvisacions col·lectives d'una banda de 12 o 14 músics, solos de sintetitzador i uns espectacles on hi havia des de ballarines fins a menjafocs.
A principis dels 70, la banda fa les seves primeres gires per Europa i la primera de les seves visites a Egipte, on es graven alguns dels discos més imprescindibles per als seus seguidors. És també en aquests anys quan l'estil de Sun Ra torna a sofrir un canvi, orientant-se més a una música més elèctrica propera a l'acid jazz. Per aquesta mateixa època la banda trasllada la seva residència des de Nova York a Filadèlfia.
A la fi dels 70 i principis dels 80, Sun Ra, que sempre va afirmar haver vingut del planeta Saturn en un passat remot i romandre en aquest planeta per al compliment de la missió de salvar la humanitat mitjançant la música, decideix un nou canvi d'estratègia, i comencen a ser més freqüents en el seu repertori les versions de clàssics com Duke Ellington, Fletcher Henderson i d'altres, versions impregnades del seu especial sentit filosòfic i musical que defineixen un estil molt menys avantguardista. És l'època daurada de la banda, en la qual després de dècades d'existència amb assajos intensius per part dels mateixos músics constitueix una unitat sense fissures on cadascú té el seu paper perfectament assignat. Les gires per tot el continent europeu se succeeixen sense interrupció –a Europa tenen més públic que al seu propi país– i per primera vegada apareixen enregistraments de la banda en discogràfiques que poden oferir millor distribució que els Saturn, venuts fonamentalment després dels concerts i que per tant són inaccessibles a la major part dels aficionats.
Durant els 80, Sun Ra va perseverar en aquest estil més accessible, va arribar a oferir concerts sencers amb versions de clàssics de Disney, i va publicar gran quantitat de discos. El 1991 va sofrir una embòlia que li va paralitzar mig cos, però va seguir amb la seva atrafegada vida de músic en constant gira, tocant el piano o els teclats electrònics amb la mà dreta. El 1993 va sofrir una segona embòlia, i va morir el 29 de maig després d'unes setmanes d'agonia.
La Sun Ra Arkestra es va posar llavors sota la batuta de John Gilmore, que també va morir uns mesos després, i posteriorment sota la de Marshall Allen, que, a punt de complir ja els 92 anys en el 2016, segueix estenent el llegat del seu mentor per tot el món.

## Selecció discogràfica
- 1957: Sound of Joy (Delmark)
- 1958: Visits Planet Earth (Impulse!)
- 1959: The Nubians of Plutonia (Impulse!)
- 1960: Fate in a Pleasant Mood
- 1965: The Heliocentric Worlds of Sun Ra, Vol. 1 (Calibre)
- 1966: Nothing Is [Get Back/Calibre]	(ESP) Arxivat 2016-08-19 a Wayback Machine.
- 1967: Atlantis (Saturn)
- 1968: Outer Spaceways, Incorporated	(Black Lion/Da Music/Ka)
- 1970: The Solar Myth Approach, Vol. 2 (Affinity)
- 1972: Space Is the Place [Impulse!]	(GRP)
- 1977: Unity	(Horo)
- 1978: Lanquidity (Evidence)
- 1979: Nuclear War
- 1980: Sunrise in Different Dimensions [en viu] (hatHUT)
- 1980: Sleeping Beauty (Saturn)
- 1986: Reflections in Blue (Black Saint)
- 1988: Blue Delight (A&M)
- 1990: Mayan Temples (Black Saint)
- 2003: Nuits de la Fondation Maeght [en viu] (Universe)
- 2003: Solo Piano Recital: Teatro La Fenice Venizia [en viu] (Golden Years of New)